# ANSWER (アンジェラ・アキのアルバム)
『ANSWER』（アンサー）は。2009年2月25日にエピックレコードジャパンから発売された日本のシンガーソングライター・アンジェラ・アキメジャー3作目のアルバム。

## 概要
作品のキャッチコピーは『生きること、愛することへの「答え（ANSWER）」を探しているすべての人に贈る、ラブソング・アルバム。』
シングル作品が1作しか出ていないにも拘らず2008年の武道館ライブで突如アルバム発売発表をした作品。前作の反省からか、発売発表からわずか2日後に全収録曲が公式サイト上に発表された。本作は過去の2作とは異なりカバー作品・コラボレーション作品など盛り込まれた意欲作となっている。
なお、2007年の武道館ライブで披露された「ONE」、2008年の大阪城ホールで披露された「Seven days,seven nights」は収録を見送られた。
前作『TODAY』に続き、オリコンアルバムチャート1位を獲得した。

## リリース
- DVD付初回限定盤[1]と通常盤[2]の2形態で発売。
- DVD付初回限定には「手紙～拝啓 十五の君へ」関連映像を4作収録。

## 収録曲

### DISC.1　CD
作詞・作曲・編曲：アンジェラ・アキ（特記以外）
1. 手紙 〜拝啓 十五の君へ〜(5'12)
自身最大のロングヒットとなった8thシングル。
2. Knockin' On Heaven's Door(5'00)
  - 作詞・作曲：ボブ・ディラン　日本語詞：アンジェラ・アキ　編曲：アンジェラ・アキ、Ryosuke "Dr.R" Sakai

ボブ・ディランのカバーで2009年2月公開の映画『ヘブンズ・ドア』主題歌。彼女の作品では初めて映画主題歌となった作品である。
『ヘブンズ・ドア』の監督であるマイケル・アリアスから“英語が理解できる日本のアーティストにカバーしてほしい”という要望があり、当初は英語の歌詞のままカバーする予定だったがアンジェラの「日本語でカバーさせてください」という提案から日本語訳でのカバーとなった[3]。歌詞のテーマは映画に合わせ「死」である[4]。
3. ANSWER(4'32)
  - 編曲：アンジェラ・アキ、牧野"Q"英司

本作のタイトル曲。自分が好きな人に対して、できるだけ素直な気持ちを歌おうと思って作った楽曲[5]。
4. Somebody Stop Me(4'13)
自分自身をコントロールできず、タイトルの通り「誰か自分を止めてほしい」という情緒不安定な気持ちを綴った楽曲[4]。
5. ダリア(7'37)
  - 編曲・オーケストラアレンジ：ホッピー神山

2008年10月のファンクラブ限定ライブにて既に公開されている楽曲。
初めて同棲した頃の事を歌詞にした楽曲。タイトルのダリアは同棲時代に彼からもらった花のこと。
6. Final Destination(4'39)
シングル「手紙 〜拝啓 十五の君へ〜」のB面曲。
7. Our Story(4'20)
ハッピーエンドで終わる「おとぎ話」と必ずしもそうとは限らない「現実」を比較した楽曲[4]。
8. 黄昏(5'15)
  - 編曲：アンジェラ・アキ、牧野"Q"英司

何度も同じ間違いをしてしまうという主人公を表現した楽曲[4]。
9. We're All Alone(4'32)
  - 作詞・作曲：ボズ・スキャッグス　日本語詞：アンジェラ・アキ

日本での初作品「ONE」のファーストトラックを飾った作品のリメイク。ボズ・スキャッグスのカバーで彼女にとっては二度目の同曲歌唱。
『We're All Alone』というタイトルには、“ふたりきりになれた”と、“人はみんなひとりなんだ”という対極の意味があり、原曲は前者の意味の曲だが、アンジェラの日本語訳の歌詞は後者の意味をテーマにしている[3]。歌詞はアンジェラが24歳の超落ち込んでいた時期に書いており、そのころのリアルな心境がすごく出ているという[3]。
10. リフレクション(4'14)
ダリアと同様に2008年10月のファンクラブ限定ライブにて既に公開されている楽曲。「人は互いを映す鏡である」というテーマで作られた[4]。
11. レクイエム(10'36)
  - 編曲：アンジェラ・アキ、阿部尚徳　オーケストラアレンジ：ホッピー神山

アメリカ在住の祖父が亡くなったことがきっかけで生まれた楽曲[3]。約11分の演奏時間で4部構成の組曲となっている[3]。ふだんのレコーディングでは3～4名にてスタジオに入るが、この曲に関しては｢バンドのメンバー｣、｢オーケストラ｣、｢混声合唱団｣合計で40名もの大人数で採録された。その後2008年12月の武道館ライブにて先行披露。現在アンジェラの楽曲中 最長の収録時間。
12. Black Glasses(3'43)
  - 作詞・作曲・編曲：アンジェラ・アキ、ベン・フォールズ

ベン・フォールズとの共作・共演作品。かねてよりアンジェラはベンを尊敬する旨を述べており[6]、シングル「手紙」では彼の楽曲「Still Fighting It」をカバーしており、ベン自身もアンジェラのカバーを高く評価したことから今回のコラボへと繋がった。
アンジェラとベンの共通点である『眼鏡』を“外に対する顔”の比喩として使っている[7]。このアルバムと同日に発売されたベン・フォールズの初のベスト・アルバム『BEN FOLDS FILE –COMPLETE BEST OF BEN FOLDS FIVE & BEN FOLDS-』にはベン・フォールズとのデュエットバージョンが収録されている。
13. ファイター(5'32)
  - 編曲：アンジェラ・アキ、牧野"Q"英司

「私達の中には、ファイターがいるはずだから。」というメッセージをテーマに制作された楽曲。アレンジの苦労を語っているが、本作において最も気に入っている曲とも答えている[4]。アンジェラのアルバムの中でバラード以外がラストトラックとなったのはこの曲が最初。

### DISC.2　初回限定盤DVD
1. 手紙～拝啓 旅立つ君へ～卒業 （ミュージック・フィルム）
2. NHK「みんなのうた」映像
3. 手紙～拝啓 十五の君へ （映像カラオケ）
4. 手紙～拝啓 十五の君へ （ミュージック・ビデオ）

## 演奏
- アンジェラ・アキ
  - Vocals, Piano
  - Keyboards (#10)
  - Fender Rhodes (#13)
- Ryosuke”Dr.R”Sakai
  - Synthesizer Operation (#2)
  - Background Vocals (#2)
- 荏原健太：Background Vocals (#2)
- 村石雅行
  - Drums (#3.5.6.10.11.13)
  - Vibraphone (#4)
- 沖山優司：Bass (#3.5.6.10.11.13)
- 西川進：Electric Guitar (#3.10.11.13)
- グレート栄田ストリングス：Strings (#5.11)
- 木幡光邦：Trumpet (#5.11)
- 高良久美子
  - Timpani (#5)
  - Tubular Bells (#11)
- ホッピー神山
  - Keyboards, Strings Arrangement, Conductor (#5)
  - Orchestra Arrangement, Choir Arrangement (#11)
- 成田真樹：Synthesizer Operation (#8)
- 阿部尚徳：Synthesizer Operation (#10)
- おっきー、まーくん、あべちゃん、だいちゃん、さいとうくん、あなんくん、ちびちゃん、りょう、けんけん、れみー、あんじー：Background Vocals (#10)
- 高桑英世：Flute (#11)
- 山根公男：Clarinet (#11)
- 萩原顕彰：French Horn (#11)
- 松本治：Trombone (#11)
- つづらのあつし：Saxophone (#11)
- ミュージッククリエイション： Choir (#11)
- ベン・フォールズ：Piano, Hammer Dulcimer, Glockenspiel (#12)
- サム・スミス：Drums (#12)
- ジャレッド・レイノルズ：Bass (#12)